# Anton Ausserer
Anton Ausserer, född 5 juli 1843 i Bolzano, Tyrolen, Kejsardömet Österrike, död 20 juli 1889 i Bad Gleichenberg, Steiermark, Österrike-Ungern, var en österrikisk naturalist och araknolog.
Han visade ett stort intresse för naturhistoria från tidig ålder. Vid femton års ålder blev han föräldralös och han började ge privatlektioner för att fortsätta sina studier. År 1863 blev han en skyddsling åt professor Camill Heller, som uppmuntrade honom att studera spindlar. Han vann en tävling i naturhistoria, vilket tillät honom att fortsätta sina studier på ett mera målinriktat sätt. År 1867 blev han professor i Feldkirch, och sedan 1869 i Innsbruck. Där deltog han i Samhällets naturhistoria av staden, och han blev dess sekreterare. År 1872 doktorerade han och två år senare började han undervisa i Graz.
Han gjorde två resor, en till Sicilien (1880–1881) och en till Egypten (1886–1887).  
Han gifte sig året därpå, men avled den 20 juli 1889 vid en ålder av 46 år.